# Акротири (окръг Лимасол)
Акротѝри (на гръцки: Ακρωτήρι) е село в Кипър, окръг Лимасол. Според статистическата служба на Република Кипър през 2001 г. селото има 684 жители.
Намира се на територията на британската военна база Акротири. Заедно с Декелия, двете бази имат статут на британска задморска територия, което означава, че са под суверенитета на Обединеното кралство, но не влизат в неговия състав.